# Zabytkowy dom w Tenczynku
Zabytkowy dom w Tenczynku – dom, znajdujący się w Tenczynku, w gminie Krzeszowice, w powiecie krakowskim. Położony jest przy obecnej ul. Chłopickiego 23 (dawny nr 295). Został wpisany do rejestru zabytków nieruchomych województwa małopolskiego.